# Burg Kirchkopf
Die Burg Kirchkopf ist der Rest einer vorgeschichtlichen Spornburg (Wallburg) auf dem Kirchkopf bei 770,5 m ü. NN nordöstlich von Talheim, einem Stadtteil von Mössingen im Landkreis Tübingen in Baden-Württemberg. Die Wallanlage ist frei zugänglich.
Artikel aus tagblatt.de Da war mal eine Wallburg, Zitat:
Der Belsener Heimatforscher Jürgen Meyer mutmaßt, dass es Teile einer riesigen Wehranlage waren, die das Bergplateau des Kirchkopfs in 770 Metern Höhe bis zu 100 Meter breit abriegeln, einer „Fliehburg“ des 5. bis 8. Jahrhunderts. „Es ist anzunehmen, dass darauf in irgendeiner Form Palisaden standen“, schreibt er ins seinem Buch „Archäologische Geheimnisse“. Doch: „Wen und was galt es auf der Hochfläche zu schützen? Machte es militärisch überhaupt einen Sinn?“ In der Oberamtsbeschreibung wird von Scherbenfunden der Urnenfelderkultur berichtet, einem „mehrphasigen“ Wall.